# Belgique au Concours Eurovision de la chanson 2024
La Belgique est l'un des pays participants du Concours Eurovision de la chanson 2024, qui se déroule à Malmö en Suède. Le pays est représenté par le chanteur Mustii, sélectionné en interne par le diffuseur RTBF.

## Sélection
Le diffuseur RTBF confirme sa participation à l'Eurovision 2024 le 16 août 2023 et annonce dès lors qu'il sélectionnera son représentant en interne. La RTBF annonce le 30 août avoir sélectionné le chanteur et acteur Mustii,.

## À l'Eurovision
À l'Eurovision, la Belgique participe à la seconde demi-finale, le 9 mai 2024. Mustii est le douzième des seize candidats à passer sur scène, après la candidate géorgienne et avant les candidats estoniens.
Mustii est éliminé à l'issue de la demi-finale, terminant 13e avec 18 points.

### Vote

#### Points attribués à la Belgique
| Score     | Télévote                     |
| --------- | ---------------------------- |
| 12 points |                              |
| 10 points |                              |
| 8 points  |                              |
| 7 points  |                              |
| 6 points  |                              |
| 5 points  | - France - Pays-Bas          |
| 4 points  |                              |
| 3 points  |                              |
| 2 points  | - Israël - Géorgie - Albanie |
| 1 point   | - Lettonie - Grèce           |

#### Points attribués par la Belgique
| Score     | Télévote |
| --------- | -------- |
| 12 points | Pays-Bas |
| 10 points | Israël   |
| 8 points  | Grèce    |
| 7 points  | Suisse   |
| 6 points  | Arménie  |
| 5 points  | Lettonie |
| 4 points  | Estonie  |
| 3 points  | Norvège  |
| 2 points  | Géorgie  |
| 1 point   | Autriche |

| Score     | Télévote   | Jury        |
| --------- | ---------- | ----------- |
| 12 points | Israël     | France      |
| 10 points | France     | Suisse      |
| 8 points  | Croatie    | Allemagne   |
| 7 points  | Ukraine    | Italie      |
| 6 points  | Suisse     | Royaume-Uni |
| 5 points  | Arménie    | Israël      |
| 4 points  | Grèce      | Irlande     |
| 3 points  | Italie     | Suède       |
| 2 points  | Irlande    | Portugal    |
| 1 point   | Luxembourg | Ukraine     |